# 麗的電視劇集列表
麗的電視劇集列表：（亞洲電視劇集列表前身），此表格列出麗的映聲在1973年4月6日即易名麗的電視九年之後就直到1982年9月24日再易名後亞洲電視為止所製作的電視劇列表。

## 1970年代

### 1972年
| 首播日期 | 集數 | 劇名     | 演員 | 備註                           |
| 09月25日 | 30   | 黛綠年華 |      | 首部週一至週五播放的半小時劇集 |
| 11月18日 | 25   | 草青青   |      | 半小時劇集                     |
| 12月     | 30   | 恨綿綿   |      |                                |

### 1973年
| 首播日期 | 集數 | 劇名                       | 演員                                                                               | 備註                                             |
|          |      | 一家春                     |                                                                                    |                                                  |
|          |      | 人間世                     |                                                                                    |                                                  |
|          |      | 離亂曲                     |                                                                                    |                                                  |
| 3月 - 日 |      | 焦點                       |                                                                                    | 改篇自郭良惠的同名小說                           |
|          | 20   | 遙遠的路                   | 劉松仁                                                                             | 改篇自郭良惠的同名小說                           |
|          | 30   | 煙水寒                     |                                                                                    |                                                  |
| 7月30日  | 30   | 孤雛淚 A Girl on the Run   | 夏雨                                                                               |                                                  |
| 9月10日  | 10   | 月光溪之戀 Moonlight Creek | 陳依齡                                                                             |                                                  |
| 9月24日  | 25   | 冬綠 Green Winter          | 黃楚穎、溫柳媚、江文聲、劉松仁、李道洪、羅石青、譚一清、黎灼灼、駱恭、黃新、林建明 | 改編自嚴沁的同名小說                             |
| 10月29日 | 3    | 愛情三部曲                 |                                                                                    | 麗的電視最後一套黑白電視劇集                     |
| 12月3日  | 30   | 名門淑女 My Fair Lady      | 伍秀芳、李道洪、南紅、陳依齡、禤素霞                                               | 麗的劇埸 改编自名作《傲慢與偏見》 首部全彩色劇集 |
| 12月4日  |      | 八樓八座 8 Block 8         |                                                                                    |                                                  |
| 12月5日  |      | 二加二 2 Plus 2            |                                                                                    |                                                  |

### 1974年
| 首播日期 | 集數 | 劇名                               | 演員 | 備註                                                      |
| 01月14日 | 25   | 失落的風鈴 Windchimes              | | 麗的電視劇                                                |
| 02月16日 | 10   | 燕飛翔 The Swallow                 | 陳美齡、陳依齡、張瑛、陳曼娜、佩雲                                                                             | 麗的電視劇                                                |
| 03月18日 | 30   | 家春秋 A Family Affair             | 譚一清、江濤、劉松仁、徐小明、南紅、江雪、胡楓、江文聲、石修、楊業宏、張瑛、李香琴、黎雯、黎灼灼、羅蘭、禤素霞 | 755劇埸                                                   |
| 03月4日  | 20   | 女子公寓 The Apartment             | | 麗的電視劇 包括單元《重見情天》                           |
| 04月1日  | 20   | 心鎖 The Intricacies of Love       | | 麗的電視劇                                                |
| 04月29日 | 20   | 凡夫 The Man on the Street         | 張瑛、江雪、盧愛蓮                                                                                             | 麗的電視劇 監製：麥當雄                                   |
| 04月29日 | 15   | 金粉世家                           | 陳依齡、劉志榮、陳曼娜、溫柳媚、潘冰嫦                                                                         | 755劇場 監製：李兆熊                                      |
| 05月20日 | 5    | 鬼馬神偷                           | 徐小明、陳美琪、譚一清                                                                                         |                                                           |
| 05月19日 | 10   | 紫杜鵑                             | 李影、劉志榮、劉松仁                                                                                           |                                                           |
| 05月27日 | 10   | 風雨瓊樓 The Night of the Disaster | | 755劇場                                                   |
| 05月28日 |      | 一寸草山                           | | 半小時劇集                                                |
| 06月2日  |      | 世途                               | | 週日劇場                                                  |
| 06月3日  |      | 睡谷 The Valley of Despair         | | 麗的電視劇                                                |
| 06月10日 |      | 落霞孤鶩                           | |                                                           |
| 06月17日 |      | 窮巷 The Alley                     | 徐小明、黃潔貞、李影                                                                                           | 麗的電視劇                                                |
| 07月8日  |      | 迷離集 Strange Episode             | |                                                           |
| 07月8日  | 15   | 殞星 The Fallen Star               | 陳依齡、劉志榮、劉松仁                                                                                         | 麗的電視劇                                                |
| 08月5日  |      | 小樓夢春                           | 徐小明、盧愛蓮、黃莎莉                                                                                         | 半小時劇集                                                |
| 08月26日 | 08   | 紫色幽靈 The Ghost                 | 伍秀芳、劉志榮、溫柳媚、駱恭、黎灼灼                                                                           | 麗的電視劇 編導：張浩 編劇：陳雲                          |
| 09月9日  |      | 不要說再見 Never Say Goodbye       | 江濤、陳依齡、黃莎莉、羅浩楷                                                                                   | 麗的電視劇                                                |
| 09月23日 |      | 春閨怨                             | 黃淑儀、李道洪、張瑛                                                                                           |                                                           |
| 10月—日  |      | 夕陽紅 Woman in Love               | 張瑛、伍秀芳、李道洪、黃莎莉、羅石青                                                                           | 麗的電視劇                                                |
|          |      | 本地薑 The Under Dog               | | 逢周四播映                                                |
| 10月4日  | 30   | 星星月亮太陽 Star, Moon, Sun       | 黃淑儀、伍秀芳、李影、江濤                                                                                     | 麗的電視劇                                                |
| 12月15日 |      | 情天長恨 Everlasting Love          | 伍秀芳、李道洪、潘冰嫦                                                                                         | 麗的電視劇                                                |
| 12月30日 |      | 碧血恩仇 The Longest Day           | 馮粹帆、黃淑儀                                                                                                 |                                                           |
| 12月30日 | 25   | 梁天來 Leung Tin Loy               | 劉志榮、陳美琪、劉緯民、陳曼娜、徐小明、禤素霞                                                                 | 當年兩台同時間同時段播《梁天來》 625劇場 編導：張清、張浩 |

### 1975年
| 首播日期 | 集數 | 劇名'                                                  | 網頁 | 演員                                                                                                   | 備註                                                                                            |
| 1月1日   |      | 老襯亭 It's a Mad, Mad World                           |      | |                                                                                                 |
| 1月-日   | 13   | 一梯兩伙 Up Your Nose                                  |      | |                                                                                                 |
|          | 13   | 喜怒哀樂                                               |      | |                                                                                                 |
| 2月3日   | 25   | 母親 My Child                                          |      | 黃淑儀、袁報華、佩雲、羅石青、蔡瓊輝、劉志榮、陳美琪、韋輝成、王偉、陳中堅、劉松仁                     |                                                                                                 |
| 2月3日   | 5    | 聊齋誌異之翩翩 The Collection of Bizarre Stories       |      | 郭鋒、伍秀芳                                                                                           | 多位無綫電視藝員於1974年轉投麗的電視，包括郭鋒、黃淑儀                                          |
| 2月10日  | 5    | 聊齋誌異之荷花三娘子 The Collection of Bizarre Stories |      | 陳曼娜、江濤                                                                                           |                                                                                                 |
| 2月17日  | 5    | 聊齋誌異之蓮香 The Collection of Bizarre Stories       |      | 潘冰嫦                                                                                                 |                                                                                                 |
| 2月24日  | 5    | 聊齋誌異之陸判 The Collection of Bizarre Stories       |      | 劉丹、李道洪                                                                                           |                                                                                                 |
| 3月3日   | 5    | 聊齋誌異之辛十四娘 The Collection of Bizarre Stories   |      | 李影、羅石青、陸柱石、陳儀馨、林錦燕、羅浩楷                                                           |                                                                                                 |
| 3月10日  | 15   | 天倫劫 The Family Way                                  |      | 李影                                                                                                   |                                                                                                 |
| 3月24日  | 25   | 恩怨情 Duel in the Sun                                 |      | 郭鋒                                                                                                   |                                                                                                 |
|          |      | 封神榜 Fung Sun Bond                                   |      | |                                                                                                 |
| 4月7日   | 25   | 萍水緣 The Stranger                                    |      | 劉松仁、李影                                                                                           |                                                                                                 |
| 5月12日  | 20   | 苦雨戀春風 The Warm Breeze of Spring                   |      | 覃恩美、馮粹帆                                                                                         |                                                                                                 |
| 6月9日   | 20   | 故園情深 My Home Town                                  |      | 伍秀芳、潘冰嫦、李道洪、李影                                                                           |                                                                                                 |
| 7月      |      | 斑馬線 Zebra Crossing                                  |      | |                                                                                                 |
|          |      | 黃淑儀劇埸                                             |      | |                                                                                                 |
| 7月7日   | 25   | 海角風雲 Why Did He Do It?                             |      | 胡楓、徐小明、劉志榮、胡茵茵、狄波拉                                                                   |                                                                                                 |
| 8月11日  | 30   | 別後 Farewell My Love                                  |      | 馮粹帆、歐陽佩珊、李影                                                                                 |                                                                                                 |
| 9月22日  | 20   | 鑽石皇后 Diamond Queen                                 |      | 劉松仁、李影、譚一清、丁茵                                                                             |                                                                                                 |
| 10月8日  |      | 人上人 Two of Us                                       |      | |                                                                                                 |
| 10月20日 | 20   | 疑雲 The Shadow of a Doubt                             |      | 劉志榮、歐陽佩珊                                                                                       |                                                                                                 |
| 11月17日 | 20   | 粉紅色眼淚 Pink Tear                                   |      | 郭鋒、伍秀芳                                                                                           |                                                                                                 |
| 11月27日 | 13   | 十大奇案 Ten Sensational Cases (I)                     | 網頁 | 劉鳳屏、吳元俊、張瑛、佩雲、劉緯民、黎灼灼、焦雄、譚一清、馮粹帆、劉松仁、羅石青、許紹雄、劉丹、潘冰嫦 | 編劇：蕭除、譚嬣、程潔茵、左几、馮婉 編導：麥當雄、李兆熊、張浩、馮粹帆 監製：梁偉民 每集70分鐘 |
| 12月15日 | 25   | 子夜 So Deep is the Night                              |      | 潘冰嫦、南紅、江雪、陳惠瑜、梁天、陳振華、劉松仁、羅石青、歐陽佩珊、張瑛                               | 監製：鍾景輝 編導：鄒世孝                                                                       |
| 12月24日 | 13   | 十大騙案（單元劇） The Ten Biggest Frauds              |      | 張清、麥當雄、李兆熊、梁天、鄒世孝                                                                     | 武術指導韓義生                                                                                  |

### 1976年
| 首播日期 | 集數 | 劇名'                                   | 網頁                              | 演員 | 備註                                                                              |
| 1月      |      | 龍虎風雲 The Tigress                    |                                   | |                                                                                   |
| 02月16日 | 25   | 半生緣 Misunderstood                    |                                   | 陳振華、郭峰、李影、黃莎莉、劉松仁、歐陽佩珊、黃曼梨、黎灼灼、黎少芳、李月清、南鳳                                                                           | 編劇：海滴 監製：張之珏 改編自張愛玲的同名小說                                    |
|          |      | 掙扎 Struggle                           |                                   | |                                                                                   |
| 03月22日 |      | 龍蟠虎蜛 The Dragon                     |                                   | 徐小明 |                                                                                   |
| 02月17日 | 13   | 靜默的革命 The Quiet Revolution         | ICAC （页面存档备份，存于）       | 劉松仁、羅石青、黎小田、張瑛、黎灼灼、李亨、伍淑霞、李小元、歐陽佩珊、李影、李月清、伍永森                                                                   | 廉政單元劇，每集半小時 編劇：梁立人 導演：黃華麒 廉政公署聯合製作                 |
| 03月—日  | 29   | 十大奇案(II) Ten Sensational Cases (II) | myTV SUPER （页面存档备份，存于） | 劉松仁、胡楓、劉志榮、潘志文、陸柱石、羅石青、李影、阮令濤、林建明、劉緯民、張瑛、陳振華、郭鋒、許紹雄、梁天、司馬華龍、伍永森、伍秀芳、何碧芬、梁雪薇       | 編導：麥當雄、李兆熊、張清、張浩、吳回、王希特 武術指導韓義生                     |
| 04月—日  | 20   | 無語間蒼天 Mouth That Can't Speak       |                                   | 郭峰、歐陽佩珊、張瑛 | 監製：吳回                                                                        |
| 04月5日  | 13   | 大家姐                                  | 網頁                              | 黃莎莉、劉緯民、小麒麟、韓義生、黃樹棠、陳有后、許英秀、關偉倫、譚榮傑、孟浪、朱鐵和、楊世鈞                                                                 | 黃莎莉成名作，題材當年頗受注目 武術指導：韓義生 逢周一播映                        |
| 04月19日 | 20   | 祥林嫂 Cheung Lam So                    |                                   | 李影、黃曼梨、陳有后、馮真、李月清、陳麗雲、司馬華龍、張瑛、陳依齡、黎灼灼、黎少芳、譚一清、胡楓、譚振邦                                                     | 編導：張浩                                                                        |
| 05月5日  | 40   | 三國春秋                                |                                   | 陳振華、劉志榮、潘志文、郭鋒、梁天、歐陽佩珊、胡楓、李影、鍾景輝、黃曼梨、黃蕙芬、潘冰嫦、張之玨、宋豪輝、陳有后、伍秀芳、文千歲、張瑛、張清、徐小明、羅石青 | 個半小時劇集，每週播放一集 逢周三播映 編導：鄒世孝 監製：鍾景輝、武術指導：韓義生 |
| 05月7日  | 20   | 七世姻緣 The Seven Fantastic Couples    |                                   | 文千歲、歐陽佩珊 | 由七個民間相配姻緣故事組成， 如《梁祝》，並有原聲大碟 逢周五播映                  |
| 06月14日 | 25   | 上下流 Upper and Lower Classes          |                                   | 潘冰嫦、梁舜燕、鄭君綿、陸柱石 |                                                                                   |
|          |      | 天上人間 Best of Chinese Folklores      |                                   | |                                                                                   |
| 08月4日  | 13   | 暴風驟雨 The Storm                      |                                   | | 在泰國取景                                                                        |
| 08月30日 | 50   | 十大刺客（單元劇）                      | 網頁                              | 羅石青、劉緯民、郭鋒、盧愛蓮、黃莎莉、徐小明、歐陽佩珊、黃樹棠、潘志文、黃曼梨、李影                                                                         | 編劇：張鍵、左几 編導：麥當雄、李兆熊、鄒世孝 監製：鍾景輝 武術指導：韓義生       |
| 8月30日  |      | 七俠五義 The Magnificant 12             |                                   | |                                                                                   |
|          |      | 樂在吾家 My Happy Family                |                                   | |                                                                                   |
|          |      | 恆生劇埸 (第1輯) Hang Seng Theatre      |                                   | |                                                                                   |
| 11月—日  |      | 中國殺人王 Chinese Killer               |                                   | 陳狄克、煒烈、梁雪薇 | 監製：宗燦枝、武術指導：韓義生 改編自任護花的同名小說                             |
| 11月—日  | 18   | 慾海花（單元劇）                        |                                   | 伍秀芳、許紹雄、黃莎莉、羅石青、陳美琪、歐陽佩珊、袁曼姿、張瑛、張惠儀、徐小明、李司棋、陳振華                                                               | 歷代著名后妃及歌妓的故事 每週播放一集                                             |
| 11月     | 13   | 真功夫 Chinese Kung Fu                  |                                   | |                                                                                   |
| —月—日   | 7    | 錦繡人生（單元劇）                      | 網頁                              | 李月清、謝依齡、李影、黎灼灼、關偉倫、梁漢威、阮令濤、梁雪薇、黎少芳、陳美琪、潘志文、張瑛、黃樹棠、林錦棠、張帆、黃宗保                                     |                                                                                   |
| —月—日   | 9    | 世界風情畫（單元劇） Around the World   |                                   | － | 在泰國、台灣及馬來西亞取景                                                        |

### 1977年
| 首播日期 | 集數 | 劇名'                                           | 網頁                              | 演員 | 備註 |
| 01月—日  |      | 小五義 The Magnificent 5                        |                                   | | 武術指導：韓義生 |
| 02月—日  |      | 牛精良 Stubborn Leung                           |                                   | 朱鐵和 | 改編自任護花的同名小說 |
| 02月28日 | 86   | 三兄弟 The Three Brothers                       | 網頁(第01-20集) 網頁(第21-40集)   | 黎灼灼、周吉、譚榮傑、徐家霖、尹偉諾、袁曼姿、陳婉薇、黎少芳、周麗娟、鄭文霞、陳寶祥 | 處境劇集，每集半小時，首播時逢週一晚上八時五十分播出，原定拍攝十三集，但因反應甚佳而維持了將近兩年，其後亦曾於週六下午時段重播。 第24、25、33、34、51、76、84及85話從缺 本劇於當時剛落成的葵涌荔景邨及葵盛西邨取景拍攝 |
| 02月28日 | 40   | 鑄情 Forever Darling                            |                                   | 李司棋、陳振華、張瑛、黃曼梨、黃蕙芬、盧苑茵、宋豪輝、陳美琪、陳有后 | 主題曲：奚秀蘭主唱 編導:鄒世孝 監製：鄒世孝 |
| 04月11日 |      | AKJ                                             |                                   | 郭峰、韋烈、良鳴、梁雪薇、張鳳愛 | 編導：張浩 |
| 04月25日 | 12   | 浪淘沙 Splendour in the Sand                    |                                   | 李影、歐陽佩珊、劉香萍、劉志榮、鍾叮噹、羅石青、關偉倫、馮真、張瑛、江雪、胡楓、譚一清 | |
| 06月16日 | 5    | 七武器之碧玉刀 Seven Weapons                    |                                   | 袁曼姿、萬梓良 | 半小時武俠單元劇，共七個單元每個單元五集、武術指導：韓義生 |
| 06月27日 | 5    | 七武器之孔雀翎 Seven Weapons                    |                                   | 文千歲、關偉倫、李影 | 武術指導：韓義生 |
| 07月1日  | 8    | 大丈夫                                          | hmvod （页面存档备份，存于）      | 王鍾、嘉倫、陳欣健、宋豪輝、徐少強、韓義生、夏春秋、陸柱石、妞妞、張美璉、梁國雄、黃樹棠、蔡水清、黎大煒、陳一言、良鳴、李月清、王偉、鄭文霞、馬敏兒、董驃、劉香萍、潘志文                                                 | 單元劇，安排不同演員客串 監製：鍾景輝 每集播放1.5小時 |
| 07月11日 | 5    | 七武器之七殺手 Seven Weapons                    |                                   | 郭峰、黃樹棠 | |
| 07月25日 | 5    | 七武器之多情環 Seven Weapons                    |                                   | 林錦堂、歐陽佩珊、梁天 (香港) | |
| 08月15日 | 5    | 七武器之長生劍 Seven Weapons                    |                                   | 潘志文、李影 | |
| 08月22日 | 5    | 七武器之霸王鎗 Seven Weapons                    |                                   | 艾迪、李鳳 | |
| 09月20日 |      | 職業女性 Business Women                         |                                   | 李司棋、張鳳愛、唐若菁、甘露、鄭文霞、徐意、郭少文、李月清、黎少芳、黃莎莉、呂有慧、歐陽佩珊 | 單元劇 |
| 09月4日  | 5    | 七武器之拳頭 Seven Weapons                      |                                   | 譚榮傑、張惠儀、梁天、林錦堂 | |
| 09月19日 | 20   | 三少爺的劍                                      | myTV SUPER （页面存档备份，存于） | 萬梓良、徐少強、柳影虹、林司聰、董 驃、羅石青、梁 天、凌文海、伍永森、李月清、盧苑茵、黎少芳、倫志文 | 半小時武俠劇 武術指導：黃樹棠、韓義生 |
| 10月17日 | 45   | 電視人                                          | 網頁                              | 陳振華、李司棋、郭鋒、李影、梁雪薇、許紹雄、王偉、張瑛、黎少芳、黃宗保、黃曼梨、凌文海、鍾偉強、陳中堅、許淑嫻、胡楓、林錦堂、馮真、羅石青、蕭山仁、鄭君綿、陸柱石、梁樹培、劉香萍、陳曙光、許英秀、李月清、洪國華、周麗娟 | 李司棋在拍攝此劇期間重返無綫電視 監製：李兆熊 主題曲：鍾玲玲主唱 首部週一至週五播放一小時的劇集 |
| 11月4日  |      | 大家姐與大狂魔 The Big Sister and the Godfather | 網頁                              | 黃莎莉、林偉祺、胡楓、韓義生、孟浪、小麒麟、關偉倫、洪國華、陳狄克、馬敏兒、黎少芳、唐若菁、妞妞 | |
| 7月－日  |      | 恆生劇場 Hang Seng Theatre                      |                                   | | 單元劇 |
| 10月—日  | 9    | 愛情故事（單元劇） Love Story                   |                                   | 毛舜筠、萬梓良、徐少強 | 編劇：海滴、林奕華 |

### 1978年
| 首播日期 | 集數 | 劇名                                      | 官網                              | 編審          | 監製               | 演員 | 備註 |
| 01月2日  | 59   | 追族                                      | 網頁                              |               | 鄒世孝             | 馮寶寶、歐陽佩珊、呂有慧、白茵、羅艷卿、張瑛、盧宛茵、孫必勝、藍娣、王偉、胡楓、江雪、黃曼梨、陳有后、唐若菁、馮真、萬梓良、陳振華、葉德嫻、梁珊、凌文海                                                               | 此劇在1977年12月31日優先播映兩集 此片後馮寶寶、郭鋒、歐陽佩珊轉投無綫電視 主題曲：張國榮主唱                  |
| 1月—日   | 12   | 十二生肖                                  | 網頁                              |               | 梁偉民             | 陳有后、陳狄克、許紹雄、萬梓良、胡楓、李月清、呂有慧、司馬華龍、凌文海、伍永森、許英秀、陳植槐、陳麗雲、汪偉、關偉倫、倫志文、盧宛茵、黎灼灼、黎少芳、董驃、黃宗保、張瑛、柳影虹、馬敏兒、林司聰、黃樹棠、良鳴         | 半小時劇集 編劇:呆槑 策劃:霍耀良 助理編導：宋璨希 編導：梁天                                                  |
| —月—日   | 13   | 奇兵36                                    | 網頁                              | 程潔茵        | 李兆熊             | 麥炳榮、李影、羅石青、楊家安、許英秀、周吉、柳影虹、譚一清、歐陽佩珊、梁漢威、陳有后、陳中堅、鍾偉強、許紹雄、謝依齡、小麒麟、黃宗保、陳婉薇、凌禮文                                                                   | 每週播放一集 麥炳榮唯一一部電視劇 編劇：吳德 編導：吳回、李兆華                                               |
| 04月3日  | 17   | 李後主                                    |                                   |               | 李兆熊             | 陳振華、李影、梁淑莊、黃樹棠、王偉、譚一清、小麒麟、楊世鈞、林國雄、倫志文、張惠儀、韓義生、司馬華龍、許紹雄、朱鐵和、張浩                                                                                             | 編劇:高志森 武術指導：韓義生                                                                                  |
| 04月24日 | 89   | 鱷魚淚                                    | myTV SUPER （页面存档备份，存于） | 海 滴 張海興  | 麥當雄             | 潘志文、張瑪莉、陳曼娜、林嘉華、馬敏兒、蔡瓊輝、張國榮、張瑛、黃莎莉、韓義生、王偉、洪國華、林錦堂、梁淑莊、熊德誠、周慧娟、毛悠明、陳振華、袁麗嫦                                                                     | |
| 07月—日  | 13   | 危險人物                                  | 網頁                              | 程潔茵        | 李兆熊             | 林國雄、羅豔芬、白茵、梁天、洪國華、林蔚然、宮雁伶、吳回 | 逢周三播映 編導：徐小明、陳鴻楷、吳回、李兆華 編劇：李華南、高志森 主題曲由許冠英主唱                         |
| 08月28日 | 65   | 巨星                                      | 網頁                              | 楊 基 張海興  | 鄒世孝             | 林嘉華、李影、萬梓良、葛劍青、柳影虹、禤素霞、黃曼梨、張瑛、良鳴、陳有后、梁珊、王偉、黃宗保、蔡昌、陳狄克、董驃、金山、艾雯、鍾偉強、譚榮傑、朱鐵和、小麒麟、司馬華龍、梁舜燕、陸柱石、黎少芳、陳彼得、潘志文、韓義生 | 鄒世孝轉投無綫電視前監製最後一套劇集                                                                          |
| 09月7日  | 13   | 吾家有女 My Bonnie                        |                                   |               | 張之玨             | 馬敏兒、張寶之、盧宛茵、董驃、白茵、黃曼梨、李月清、梁舜燕、張國榮、鄭君綿、鄭丹瑞 | 每週播放一集                                                                                                  |
| 9月—日   | 8    | 郎心如鐵                                  | 網頁                              | 鍾濟深        | 梁偉民 高 亮 梁 天 | 萬梓良、黃曼梨、張瑛、張瑪莉、張美璉、陳毓娟、司馬華龍、許英秀、黃宗保、梁雪薇、凌文海、陳彼得 | 每週播放一集 逢星期三播映 編導：梁天、譚振邦 編劇：葉達華、趙志堅、司徒卓漢 改編自西奧多·德萊賽的<美國的悲劇> |
| 11月—日  | 28   | 新大丈夫（單元劇） Operation Manhunt (II) |                                   | 梁立人 鍾濟深 | 麥當雄             | 林嘉華、韓義生、亦嘉、張惠儀、盧遠、陳植槐、鄭丹瑞、陳狄克、邵音音、黃曼梨、高雄 | 編導：司徒立光、賴水清、查傳誼、劉嘉豪、李兆華 編劇：方令正、司徒卓漢、黃鈺賢                                 |
| 11月6日  | 80   | 變色龍                                    | myTV SUPER （页面存档备份，存于） | 程潔茵        | 李兆熊             | 潘志文、劉志榮、劉緯民、魏秋樺、馬敏兒、蔡瓊輝、鄧碧雲、吳回、凌文海、余安安、林偉祺、張瑛、唐若菁、李月清、平凡、董驃、許英秀、周慧娟、魏秋樺                                                                         | 魏秋樺、余安安首部麗的電視劇                                                                                  |
| 12月13日 | 20   | 浣花洗劍錄                                | hmvod （页面存档备份，存于）      | 鍾濟深 楊 基  | 蕭 笙              | 張國榮、文雪兒、江濤、倫志文、黎小田、陳曼娜、梁天、王偉、吳回、陳振華、熊德誠、陳惠敏、朱鐵和、盧宛茵、許紹雄 | 武術指導:韓義生、程小東                                                                                       |

### 1979年
| 首播日期 | 集數 | 劇名                 | 官網                              | 編審         | 監製          | 演員 | 備註                                                       |
| 01月—日  |      | 大灰熊 Teddy Bear    |                                   |              |               | 周慧娟 |                                                            |
| 01月—日  | 8    | 冇牌夫妻 The Misfits | 網頁                              | 區華漢       | 麥當雄        | 阮惠熊、麥靈芝、陳維英、江濤、黃宗保、陳迪文、林司聰、許瑩英、黃植森                                                                                                   | 編導：黃泰來                                               |
| 03月19日 | 100  | 奇女子               | myTV SUPER （页面存档备份，存于） | 譚 莊        | 麥當雄        | 魏秋樺、李影、苗金鳳、容惠雯、萬梓良、王偉、苗可秀、陳振華、唐若菁、林錦堂、盧遠、林國雄、曾健明                                                                       | 麗的電視力捧魏秋樺之作 苗可秀首部電視劇 執行監製：劉嘉豪   |
| 03月22日 | 16   | 沈勝衣               | hmvod （页面存档备份，存于）      | 鍾濟深       | 麥當雄        | 徐少強、馬敏兒、江濤、劉志榮、羅樂林、文雪兒、曾健明 | 武術指導：韓義生、程小東                                   |
| 05月2日  | 10   | 情人箭               | myTV SUPER （页面存档备份，存于） | 鍾濟深       | 蕭 笙         | 羅樂林、蔡瓊輝、苗可秀、楊澤霖、亦嘉、柳影虹、倫志文、文雪兒、苗金鳳、白茵、朱鐵和、陳維英、劉江、張瑛、文千歲、韋白                                                   | 逢星期三播映、武術指導：韓義生                             |
| 07月9日  | 60   | 天蠶變               | hmvod （页面存档备份，存于）      | 江 龍        | 麥當雄 蕭 笙  | 徐少強、伍衛國、苗可秀、馬敏兒、余安安、顧冠忠、張瑛、楊澤霖、梁淑莊、梁天、張瑪莉、韓義生、曾健明                                                                     | 顧問：左 几 武術指導：程小東、韓義生                       |
| 09月1日  | 8    | 俠盜風流             | hmvod （页面存档备份，存于）      | 江 龍 鍾濟深 | 徐 克 麥當雄  | 潘志文、魏秋樺、張瑪莉、陳婉薇、阮佩珍、文雪兒、羅樂林、萬梓良、馬敏兒、秦沛、陳曼娜、董驃、凌文海、江濤、曾江、薛家燕、施明、容惠雯、曾健明                           | 當時無綫電視正播放《楚留香》，而麗的電視週六播映盜帥楚留香 |
| 09月3日  | 78   | 新變色龍             | 網頁                              | 程潔茵       | 李兆熊        | 潘志文、劉志榮、馬敏兒、林國雄、張錚、羅石青、林嘉華、黃韻詩、曾健明                                                                                                   | 執行監製：徐小明                                           |
| 10月1日  | 60   | 天龍訣               | hmvod （页面存档备份，存于）      | 江 龍        | 麥當雄 蕭 笙  | 白彪、余安安、萬梓良、梁小龍、江濤、薛家燕、魏秋樺、顧冠忠、黃莎莉、文雪兒、陳曼娜、馮真、王偉、良鳴、鄭雷、孟浪、小麒麟、羅樂林、文千歲、盧宛茵、李鳳、曹達華、曾健明 | 執行監製：黎大煒 武術指導：韓義生                          |
| 11月15日 | 78   | 大白鯊               | myTV SUPER （页面存档备份，存于） |              | 麥當雄 劉嘉豪 | 伍衛國、劉緯民、李影、張瑪莉、王宇凰、盧敦、苗金鳳、秦沛、曾江、鮑漢琳、吳回、楊澤霖、麥天恩、曾健明                                                                   |                                                            |
| 12月25日 | 60   | 怒劍鳴               | myTV SUPER （页面存档备份，存于） | 鍾濟深       | 徐小明        | 潘志文、林國雄、阮佩珍、容惠雯、蔡瓊輝、文雪兒、江漢、王偉、江濤、盧宛茵、張瑛、馮真、鄭雷、吳桐、麥天恩、曾健明                                                       | 武術指導：程小東、韓義生、林滿華                           |

## 1980年代

### 1980年
| 首播日期 | 集數 | 劇名                            | 官網                              | 編審          | 監製          | 演員 | 備註                                                   |
| 02月4日  | 76   | 浮生六劫                        | hmvod （页面存档备份，存于）      | 程潔茵        | 李兆熊        | 岳華、平凡、張國榮、魏秋樺、劉志榮、馬敏兒、萬梓良、陳秀雯、梁淑莊、劉江、柳影虹、周慧娟、良鳴、譚一清、黎萱                             | 岳華首部電視劇 策劃：徐正康、梁淑華 執行監製：司徒立光 |
| 03月24日 | 60   | 湖海爭霸錄                      | myTV SUPER （页面存档备份，存于） | 鄭丹瑞        | 蕭 笙         | 米雪、余安安、張瑛、徐少強、梁小龍、羅樂林、楊澤霖、曾江、邵音音、苗金鳳、田豐、高雄、劉江、文雪兒、馬宗德、鄭恕峰、秦沛、朱鐵和、曾健明 | 米雪首部麗的電視劇 武術指導：程小東                    |
| 05月12日 | 80   | 人在江湖                        | myTV SUPER （页面存档备份，存于） | 楊 基         | 麥當雄 劉嘉豪 | 陳觀泰、江漢、李影、馬敏兒、韓義生、喬宏、黎萱、張美璉、劉江、秦沛、鄭雷、柳影虹、曾健明                                                 |                                                        |
| 06月16日 | 57   | 大內群英                        | hmvod （页面存档备份，存于）      | 林 零         | 蕭 笙         | 萬梓良、米雪、姜大衛、伍衛國、魏秋樺、梁小龍、盧宛茵、吳桐、麥天恩、江濤、鮑漢琳、梁舜燕、馬宗德、曾健明                                 | 武術指導：程小東、林滿華                               |
| 09月1日  | 36   | 大地恩情之家在珠江              | hmvod （页面存档备份，存于）      | 程潔茵        | 李兆熊 徐小明 | 劉志榮、余安安、岳華、潘志文、鮑起靜、王偉、董驃、張瑛、吳回、李月清、李賽鳳、汪偉、蔡瓊輝、馮真、梁淑莊、羅樂林、曾健明                 | 此劇令無綫劇集《輪流傳》腰斬 鮑起靜首部電視劇          |
| 09月1日  | 24   | 風塵淚                          | hmvod （页面存档备份，存于）      | 楊 基         | 黎大煒 江 龍  | 朱江、恬妮、方珍妮、文千歲、劉松仁、張德蘭、劉一帆、阮佩珍、莫少聰、良鳴、王琛、伍永森、梁天、譚一清、邵音音、朱德惠、梁樹培             | 策劃：徐正康                                           |
| 09月1日  | 20   | 驟雨中的陽光                    | 網頁                              | 區華漢 鄭丹瑞 | 麥當雄        | 林國雄、陳秀雯、蔣金、文雪兒、喬宏、梁舜燕、劉克宣、黎漢持                                                                               | 半小時劇集                                             |
| 09月29日 | 25   | 浪濺長堤                        | 網頁                              | 區華漢 鄭丹瑞 | 麥當雄        | 王鍾、曾江、鄭文雅、陳曼娜、熊德誠、梁小龍、邵音音、曹達華、盂浪                                                                         | 半小時劇集 主題曲：曾路得主唱                          |
| 10月6日  | 21   | 大內群英續集                    | hmvod （页面存档备份，存于）      | 林 零         | 蕭 笙         | 萬梓良、馬敏兒、黎漢持、文雪兒、張國榮、陳植槐、羅樂林、李岡、容惠雯、苗金鳳、江濤、朱鐵和、鄭雷、梁小龍、魏秋樺、曾健明                 | 武術指導：程小東、林滿華                               |
| 10月21日 | 22   | 大地恩情之古都驚雷              | hmvod （页面存档备份，存于）      | 程潔茵        | 李兆熊 徐小明 | 劉松仁、米雪、潘志文、鮑起靜、江濤、王偉                                                                                                 | 劉松仁、米雪首部合作的電視劇                           |
| 11月3日  | 25   | 彩雲深處                        | hmvod （页面存档备份，存于）      | 楊 基         | 麥當雄 黎大煒 | 余安安、劉緯民、岳華、曾江、陳曼娜、李燕燕、黃植森、張瑛、梁天、張之珏、王萊、陳寶儀                                                     | 麗的電視力捧余安安期間的作品                           |
| 11月3日  | 20   | 驟雨中的陽光續集                |                                   | 區華漢 鄭丹瑞 | 劉嘉豪        | 林國雄、陳秀雯、顧紀筠、蔣金、文雪兒 | 半小時劇集                                             |
| 11月20日 | 12   | 大地恩情之金山夢                | hmvod （页面存档备份，存于）      | 程潔茵        | 李兆熊 徐小明 | 劉志榮、李影、余安安、伍衛國、陳觀泰、潘志文、秦沛、馬敏兒                                                                               |                                                        |
| 12月8日  | 25   | 小小心願                        | hmvod （页面存档备份，存于）      | 區華漢        | 劉嘉豪        | 張國榮、文雪兒、王宇凰、黎漢持、阮佩珍、劉一帆、黎萱、苗金鳳、文千歲、馮峰、良鳴                                                         | 半小時劇集                                             |
| 12月15日 | 30   | 太極張三豐                      | hmvod （页面存档备份，存于）      |               | 麥當雄 江 龍  | 萬梓良、米雪、曹達華、楊澤霖、羅烈、鮑漢琳、劉國誠、周慧娟、羅樂林、曾健明                                                               | 武術指導：程小東 米雪於此劇一人分飾兩角                |
| 12月15日 | 29   | 四口之家 Scenes from a Marriage | 網頁                              | 鄭丹瑞        | 麥當雄 蕭 笙  | 朱江、梁淑莊、鄭文雅、吳正元、徐長纓、徐家霈                                                                                             | 主題曲：張德蘭主唱                                     |

### 1981年
| 首播日期 | 集數 | 劇名                              | 官網                              | 編審                 | 監製          | 演員 | 備註 |
| 01月19日 | 30   | 珠海梟雄                          | 網頁                              | 林 零                | 梁 天         | 岳華、潘志文、魏秋樺、余安安、張國榮、張德蘭、馮真、馮峰、麥天恩、李月清、陳植槐、阮令濤、盧宛茵、方珍妮、曹達華、吳桐、伍永森、許英秀       | 主題曲及插曲：杜麗莎主唱                                                                                        |
| 01月19日 | 25   | 大控訴                            | hmvod （页面存档备份，存于）      | 程潔茵               | 徐小明        | 王鍾、張翼、田啟文、李影、劉一帆、羅樂林、容惠雯、王宇凰、李賽鳳、秦沛、吳正元、梁小龍、黃植森、蘇貫紅、葉天行、亦嘉、林迪安、楊家安、曾健明 | 武術指導：韓義生                                                                                                |
| 02月23日 | 10   | 青春三重奏                        |                                   | 邱梅圓               | 麥當雄        | 鍾保羅、蔡楓華、莊靜而、吳回、楊詩蒂、黎小田、張少媚                                                                                         | 鍾保羅、蔡楓華、莊靜而首部電視劇 執行監製：李惠民                                                               |
| 03月16日 | 39   | 少年黃飛鴻                        | myTV SUPER （页面存档备份，存于） | 林 零                | 蕭 笙         | 黃元申、黎漢持、鄭文雅、魏秋樺、文雪兒、蔡瓊輝、羅樂林、江濤、甘山、梁舜燕、麥天恩、韓義生、司馬華龍、汪偉、凌文海、田啟文                   | 黃元申首部麗的電視劇、武術指導韓義生                                                                            |
| 03月16日 | 35   | 浴血太平山                        | hmvod （页面存档备份，存于）      | 趙志堅               | 李兆熊 黎大煒 | 劉志榮、馬敏兒、劉緯民、伍衛國、梁淑莊、蔣金、顧紀筠、鮑漢琳、張瑛、柳影虹、李月清、曾健明                                                   | 武術指導：程小東                                                                                                |
| 04月27日 | 10   | 女媧行動                          | hmvod （页面存档备份，存于）      | 程潔茵               | 徐小明        | 朱江、余安安、張瑛、梁小龍、黃植森、吳回、梁漢威、甘山、麥天恩、顏國樑、楊家安、林偉祺、梅艷芳、梅愛芳、丁櫻、蕭若元                         | |
| 04月27日 | 25   | 大昏迷                            | hmvod （页面存档备份，存于）      | 邱梅圓               | 劉嘉豪        | 潘志文、米雪、熊德誠、劉江、黎小田、阮佩珍、蔣金、黎漢持、王宇凰、陳曼娜、王偉、吳桐、馮真、張家偉、曾健明                                   | |
| 05月11日 | 25   | 遊俠張三豐                        | hmvod （页面存档备份，存于）      | 楊 基                | 李惠民        | 萬梓良、陳秀雯、李影、林國雄、張國榮、曾江、楊澤霖、葉天行、羅樂林、伍永森、莫少聰、麥天恩、曾健明                                           | |
| 06月8日  | 20   | IQ成熟時                          | hmvod （页面存档备份，存于）      | 鄭丹瑞               | 梁 天         | 鍾保羅、莊靜而、莫少聰、蔡楓華、鄧藹霖、鄧慧詩、吳回、車保羅                                                                                 | 此劇的第一集裏，周星馳（相信當時仍未進入無綫藝員訓練班）有份客串，他演的一個自稱學生會會長、有黑社會背景的學生  |
| 06月15日 | 10   | 自由萬歲 Hail Freedom             | 網頁                              | 程潔茵               | 李兆熊        | 林國雄、黎漢持、梁小龍、容惠雯、黃植森、秦沛、陳婉薇、馮真、韓義生                                                                           | 編導：郭煜機、胡學文                                                                                            |
| 06月29日 | 50   | 武俠帝女花                        | myTV SUPER （页面存档备份，存于） | 林 零 吳 平          | 蕭 笙         | 劉松仁、米雪、余安安、姜大衛、楊澤霖、文雪兒、曹達華、馬宗德                                                                                 | 蕭笙轉投無綫電視前最後一套監製作品，麗的電視由盛轉衰                                                            |
| 07月6日  | 20   | 再會太平山                        | hmvod （页面存档备份，存于）      | 趙志堅               | 李兆熊 黎大煒 | 劉志榮、馬敏兒、卡迪遜、鄧綠茵、鄭文雅、劉緯民、劉江、許英秀、張美璉、吳回                                                                   | |
| 08月3日  | 20   | 對對糊                            |                                   | 區華漢 邱梅圓        | 劉嘉豪        | 林國雄、陳秀雯、張國榮、倪詩蓓、蔣金、文雪兒、丁櫻、吳回、車保羅、周美玲、許英秀、鄭雷、伍永森、曾健明                                       | |
| 09月1日  | 20   | 出線                              | 網頁                              | 程潔茵               | 梁 天         | 朱江、鄭文雅、苗金鳳、李燕燕、葉美好、盧宛茵、王書麒、伍永森、董驃、熊良錫、林偉祺                                                           | |
| 09月7日  | 15   | 天使危機                          | 網頁                              | 趙志堅 張華標        | 李兆熊 黎大煒 | 萬梓良、馬敏兒、潘志文、阮佩珍、劉江、吳回、良鳴、黎萱、鮑漢琳、梁舜燕、司馬華龍、白韻琴、葉天行、林偉祺                                     | |
| 09月28日 | 20   | 甜甜廿四味                        | hmvod （页面存档备份，存于）      | 區華漢 邱梅圓 鄭丹瑞 | 賴水清        | 張國榮、鍾保羅、莫少聰、關之琳、倪詩蓓、文雪兒、張少媚、蔡鎮川、許英秀、良鳴、黎小田、黃植森、邵音音、苗金鳳、馮真                           | 賴水清首次監製電視劇 關之琳首部電視劇 因鍾保羅在拍攝期間遇上車禍，弄傷了腳，從第八集起他的角色"Yor"由莫少聰頂替 |
| 09月28日 | 20   | 大俠霍元甲                        | myTV SUPER （页面存档备份，存于） | 趙志堅 張華標        | 徐小明        | 黃元申、梁小龍、米雪、魏秋樺、譚榮傑、董驃、鄭雷、黎漢持、劉江、司馬華龍、吳桐、曾健明                                                       | 徐小明首次於自己監製的電視劇中客串演出 武術指導：袁祥仁                                                         |
| 10月26日 |      | 大四喜 The Four Great Blessings   |                                   |                      |               | 王鍾、鄭文雅、張瑛 | |
| 10月26日 | 20   | 伏虎                              | myTV SUPER （页面存档备份，存于） | 趙志堅               | 黎大煒        | 萬梓良、陳秀雯、李影、劉緯民、江 漢、羅樂林、梁 天、鄭雷、盂浪、徐寶鳳、邵音音、梁漢威、司馬華龍、梁舜燕                                     | |
| 11月30日 | 20   | 阿啦担梯 Shanghainese Noodle Shop | 網頁                              | 呆 槑                | 劉嘉豪 梅小青 | 喬宏、關之琳、顧紀筠、林國雄、蔣金、李燕萍、鄭文霞、孟浪、許英秀、簡而清                                                                     | |
| 11月30日 | 20   | 馬永貞                            | myTV SUPER （页面存档备份，存于） | 張華標 黃鈺賢        | 徐小明 李兆華 | 白彪、伍衛國、黎漢持、馬敏兒、蔡瓊輝、江濤、李燕燕、林迪安、甘山                                                                             | |
| 12月21日 | 30   | 我要高飛 Fame                     |                                   |                      | 賴水清        | 卡迪遜、鄧綠茵、陳秀雯、莫少聰、李賽鳳、王書麒、陳曼娜、苗金鳳                                                                               | |
| 12月21日 | 25   | 蕩寇誌                            | 網頁                              | 王啟基               | 梁 天         | 岳華、潘志文、江濤、吳剛、羅樂林、麥天恩、阮佩珍、譚榮傑、平凡、張瑛、凌文海、伍永森、孫季卿、甘山、葉天行、孟浪、關偉倫                     | |

### 1982年
| 首播日期 | 集數 | 劇名                    | 官網                              | 編審   | 監製   | 演員 | 備註                                                 |
| 01月26日 | 20   | 愛情跑道                | 網頁                              | 吳 平  | 梅小青 | 萬梓良、劉志榮、魏秋樺、馬敏兒、周俊明、張少媚、苗金鳳、王偉、丁櫻、西瓜刨、羅冠蘭、徐寶鳳、阮佩珍、顧紀筠                         |                                                      |
| 02月23日 | 20   | 陳真                    |                                   | 楊 基  | 徐小明 | 梁小龍、徐小明、余安安、凌文海、林迪安、鄭雷、劉緯民、蔡瓊輝、張瑛、徐二牛、葉天行、董驃、楊家安                                   | 武術指導：梁小龍、徐小明                             |
| 03月23日 | 19   | 天梯                    | 網頁                              | 麥石麟 | 李兆華 | 萬梓良、鄭文雅、劉志榮、顧紀筠、朱德惠、鮑漢琳、淩文海、鄭恕峰、曹達華、吳回                                                       |                                                      |
| 04月19日 | 20   | 大將軍                  | myTV SUPER （页面存档备份，存于） | 楊 基  | 賴水清 | 何家勁、黎漢持、關之琳、文雪兒、張瑛、江濤、王偉、羅樂林、林國雄、蔣金、鄭雷、梁舜燕、梁漢威、熊德誠、容惠雯                       | 何家勁首部電視劇集                                   |
| 05月17日 | 10   | 火星撞地球              | 網頁                              | 鄭丹瑞 | 梁 天  | 萬梓良、岳華、曹達華、董驃、熊良錫、邵音音、李燕燕、李燕萍、陳維英、張美璉、甘山、馮真                                             |                                                      |
| 05月31日 | 20   | 琥珀青龍                | myTV SUPER （页面存档备份，存于） | 王啟基 | 劉嘉豪 | 姜大衛、伍衛國、陳秀雯、蔡瓊輝、葉玉萍、姜寧、曾偉權、張瑛                                                                         | 武術指導：梁小龍                                     |
| 06月2日  | 5    | 天堂有路                | 網頁                              | 楊 基  | 賴水清 | 卡迪遜、關之琳、岳華、良鳴、張瑛、苗金鳳、李燕燕、邵音音、梁舜燕、孟浪、袁愛珍、司馬華龍                                           | 故事、編劇：鄭丹瑞                                   |
| 07月5日  | 20   | 禿鷹                    | 網頁                              | 洪懷恩 | 李兆華 | 徐少強、魏秋樺、江濤、李影、柳影虹、金童、孫國祥、王偉、曹達華、李月清、梁家輝                                                     | 此片題材主線是海關緝毒，初出道的梁家輝客串演ICAC人員 |
| 08月3日  | 9    | 凹凸神探                |                                   | 區華漢 | 梅小青 | 吳回、顧紀筠、孟浪、朱德惠、葉玉萍、張國榮、倪詩蓓、張少媚、良鳴、鮑漢琳、劉志榮、魏秋樺、吳桐、丁櫻、卡迪遜、王偉、曹達華、李月清 | 半小時劇集 張國榮最後一部麗的電視劇                  |
| 08月9日  | 19   | 風塵三奇俠 Happy Heroes | 網頁                              | 區華漢 | 梁 天  | 林國雄、岳華、梁小龍、陳彩雲、麥天恩、鄭恕峰、吳鳳華、甘山、朱德惠、葉玉萍、鮑漢琳、黎萱                                           | 亞洲電視總裁邱德根入主後首部劇集                     |
| 08月16日 | 20   | 老婆愈老愈可愛          | 網頁                              | 海 滴  | 梅小青 | 羅樂林、苗金鳳、文雪兒、李燕燕、熊德誠、王偉、阮佩珍、張瑛、馮真、蔣金、黎萱                                                       | 半小時劇集                                           |
| 08月30日 | 30   | 烽火情仇                | 網頁                              | 楊 基  | 賴水清 | 萬梓良、魏秋樺、梁漢威、羅樂林、江濤、蔡國慶、阮佩珍、容惠雯                                                                       | 魏秋樺於此劇一人分飾母女两角                         |
| 09月13日 | 26   | 家春秋                  | 網頁                              | 鄭丹瑞 | 梁 天  | 伍衛國、劉志榮、江濤、林國雄、馮真、丁茵、文雪兒、葉玉萍、陳秀雯、伍永森、蔡瓊輝、李影、盧敦、                                     | 麗的電視易名亞洲電視前首播的最後一部劇集             |